# Rupicola ciliata
Rupicola ciliata är en ljungväxtart som beskrevs av I.R.H. Telford. Rupicola ciliata ingår i släktet Rupicola och familjen ljungväxter. Inga underarter finns listade i Catalogue of Life.